# Cancro colorato del platano

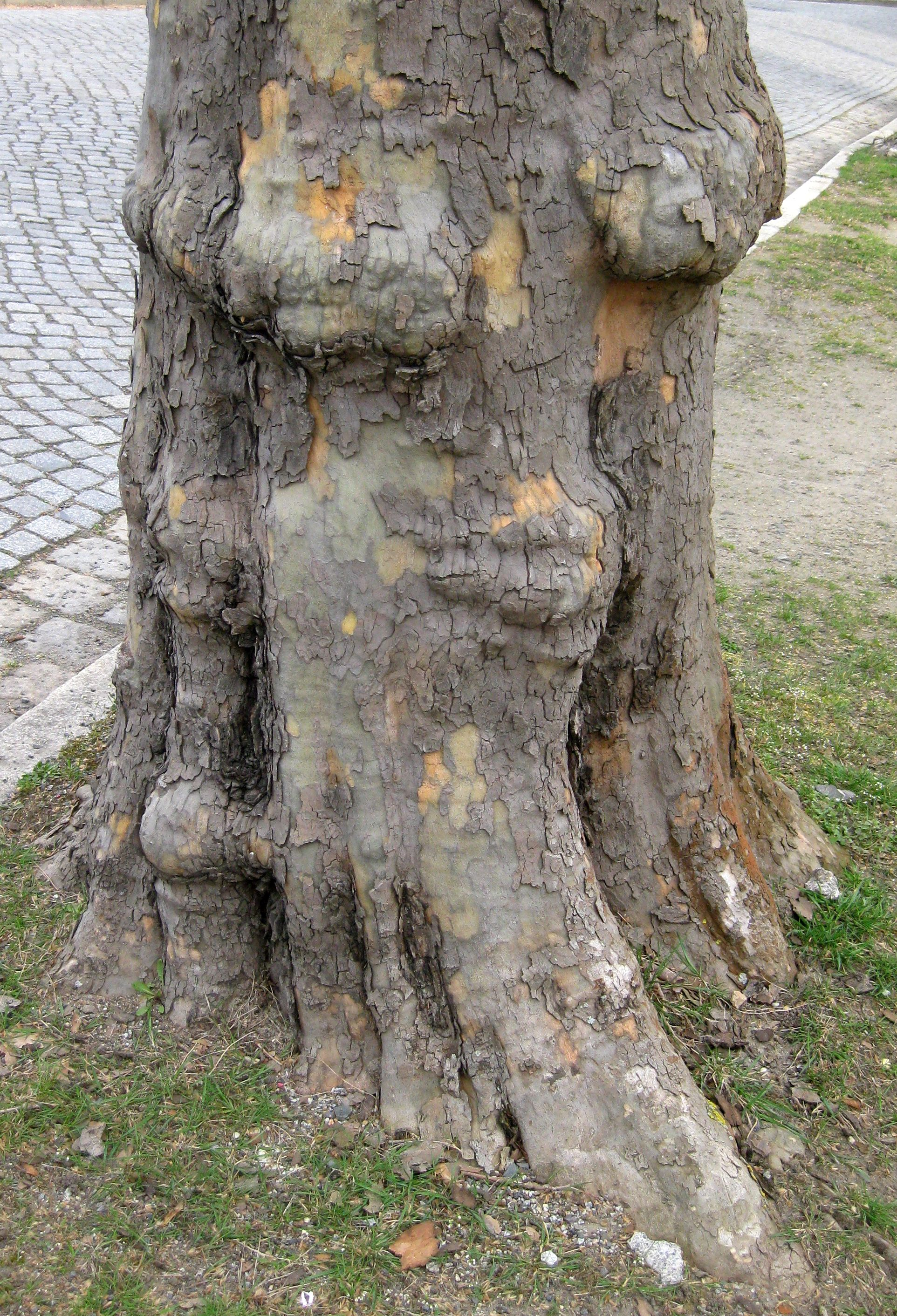
Il tronco di un platano colpito da cancro colorato a Ruhland.

Il cancro colorato del platano (acronimo EPPO: CERAFP) è una malattia infettiva vegetale, provocata dal fungo ascomiceta Ceratocystis platani, che colpisce gli organi legnosi di numerose specie di platano, in particolare l'orientalis e il platano comune.

## Storia e diffusione

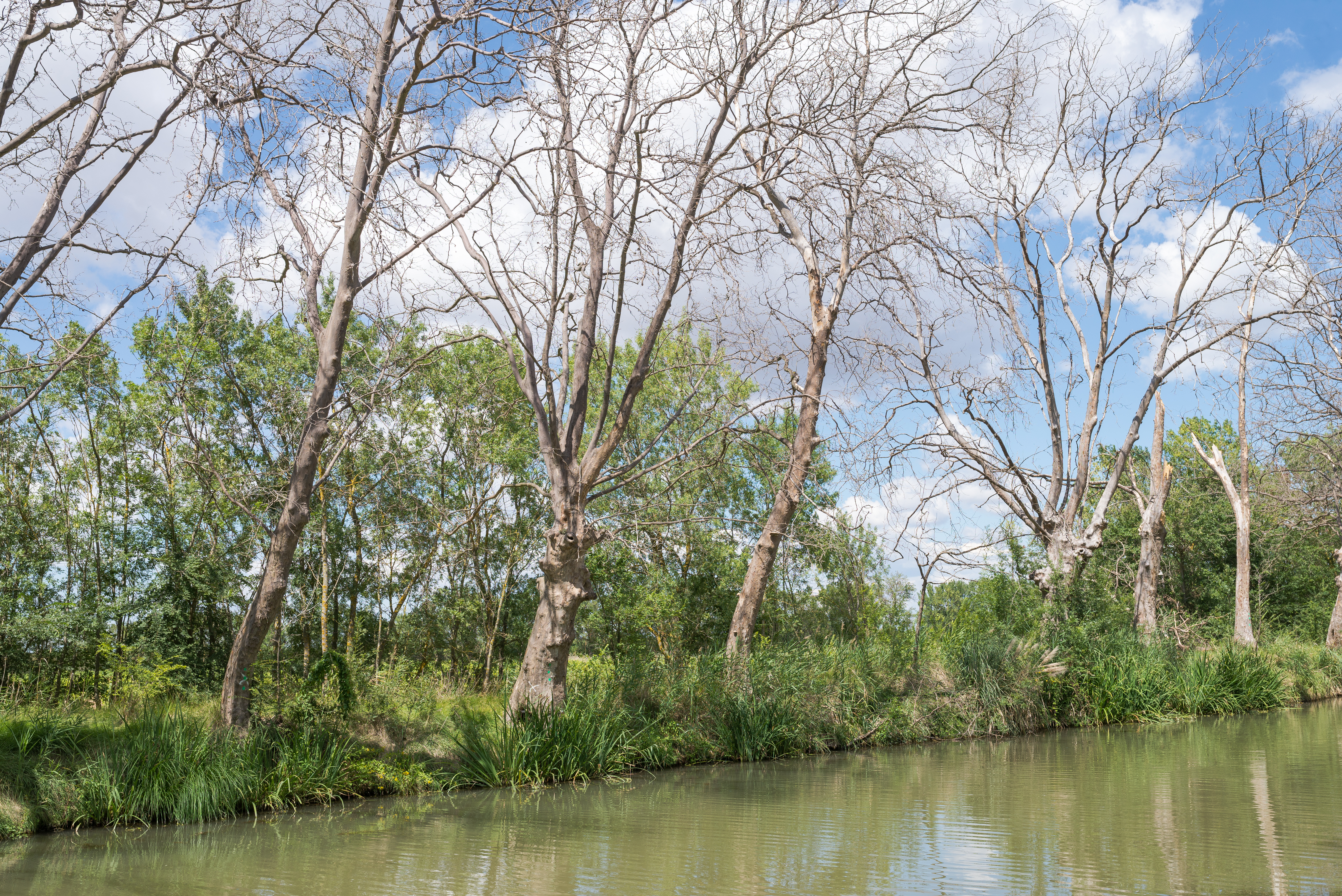
I platani comuni (Platanus × hispanica) colpiti da cancro colorato del canal du Midi nel 2014.

Il cancro colorato del platano fu segnalato per la prima volta nel 1925 sulla costa orientale degli Stati Uniti d'America, dove in pochi anni decimò le popolazioni di platani di grandi centri urbani tra cui Boston, Chicago e Filadelfia, e sarebbe stato introdotto nel bacino del mar Mediterraneo, in particolare in Francia e Italia, durante la Seconda guerra mondiale attraverso il trasporto di casse lignee realizzate con materiale infetto.
In Francia il patogeno sarebbe arrivato nel 1944-1945 dopo lo sbarco alleato in Provenza, propagandosi soprattutto nella parte meridionale del paese. Tra il 1960 e il 1978 uccise circa 3500 su 11000 platani a Marsiglia mentre a partire dal 2006 la malattia ha colpito i simbolici platani del canal du Midi, provocando la morte di gran parte degli esemplari presenti con la previsione che tale specie scomparirà dal canale entro il 2035.
In Italia, dove vige il regime di lotta obbligatoria al patogeno dal 1987, i primi avvistamenti di platani colpiti dalla malattia furono registrati nei primi anni '70 a Forte dei Marmi, Caserta e nelle provincie di Padova e Vicenza, sebbene il patogeno si sia poi diffuso in larga parte della penisola; si ritiene tuttavia che la malattia fosse già presente nel 1954 e che fosse all'origine della morte dei 900 platani secolari che decoravano il viale di accesso alla reggia di Caserta.
Nel 2022 la Commissione europea ha emanato il Regolamento di esecuzione 2022/1629 per stabilire le misure di contenimento del cancro colorato nell'Unione europea.

## Epidemiologia e patogenesi
La malattia è causata dal fungo ascomiceta Ceratocystis platani che penetra negli organi legnosi della pianta, soprattutto a livello delle grosse branche, del tronco e delle radici affioranti, attraverso una qualsiasi ferita che metta a nudo il legno (normalmente causate dall'uomo con le attività di potatura ma anche da altri animali); si ritiene che il patogeno possa essere trasmesso anche attraverso le anastomosi radicali (particolarmente comuni nelle alberature stradali) e attraverso l'acqua. Il fungo non è capace di penetrare le barriere protettive naturali della pianta.
Quanto le ascospore del patogeno entrano in contatto con la ferita germinano producendo delle ife che avanzano nella corteccia fino ad uccidere il cambio cribro-vascolare per poi propagarsi, normalmente attraverso i raggi midollari, nei tessuti legnosi più interni sia verso il basso che, soprattutto, verso l'alto, provocando un'evidente alterazione cromatica (da cui deriva il nome della malattia) e la necrosi delle cellule con cui entrano in contatto.

## Sintomatologia

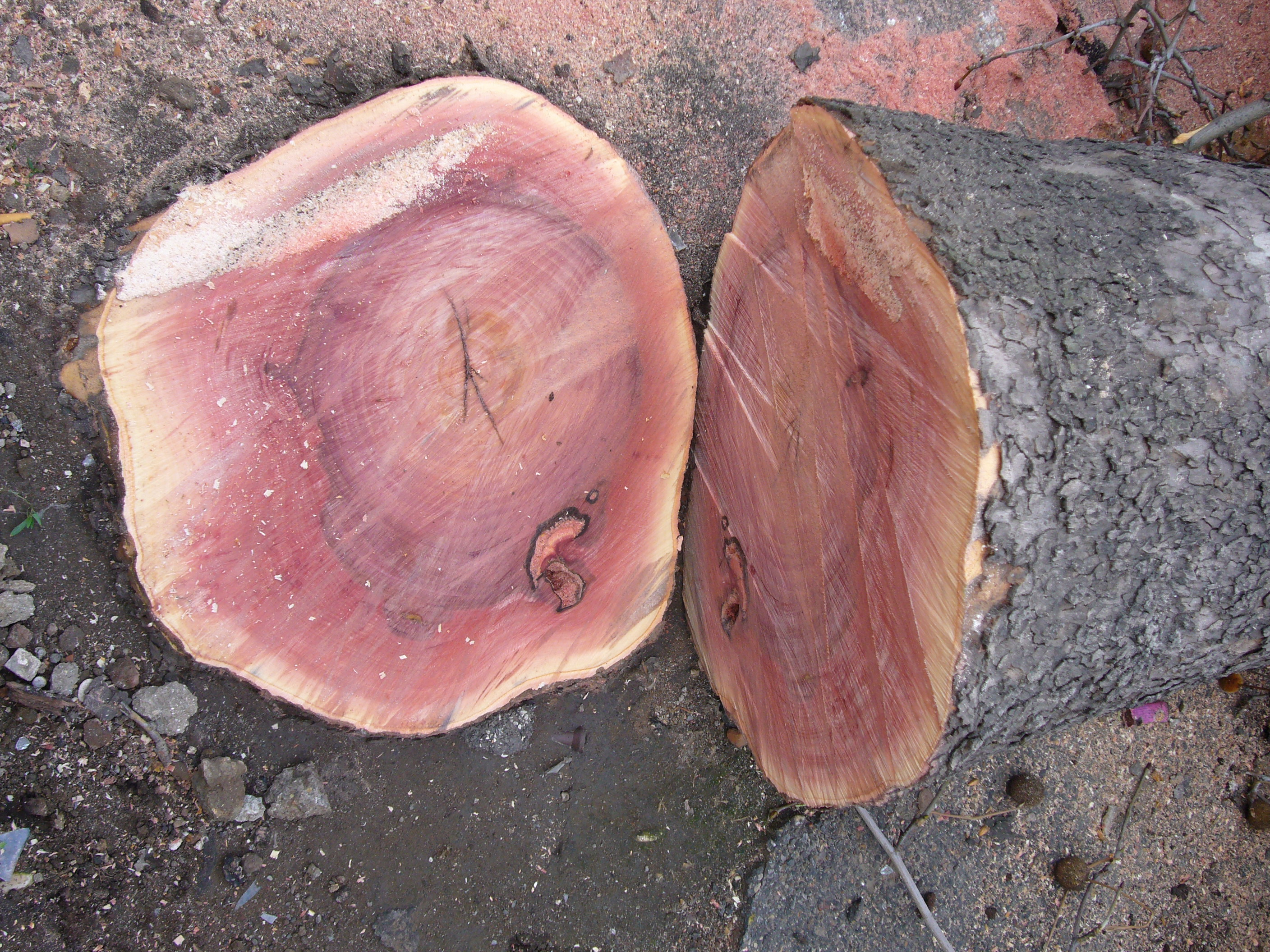
Sezione di tronco che mostra le macchie rosso-brunastre tipiche del cancro colorato.

I principali sintomi della malattia possono essere notati sugli organi legnosi e sulla chioma della pianta.
Nel corso del primo anno di infezione sulla corteccia si notano lesioni longitudinali depresse che col tempo si fessurano in maniera irregolare; sugli esemplari con corteccia liscia è possibile notare anche un'alterazione di colore dapprima chiara poi giallo-crema-verdognola, nocciola e infine rosso-bruna. Successivamente il fungo si insinua nell'alburno, determinando la comparsa di macchie blu e rosso-brunastre nel cilindro legnoso. Al di sopra della zona infetta il fogliame appassisce rapidamente e si verifica la filloptosi, ossia una rapida caduta precoce delle foglie appassite. Col passare del tempo si può osservare il progressivo deperimento della chioma, la comparsa di riscoppi vegetativi al di sotto della zona infetta e alla fine la morte della pianta, che normalmente si verifica entro 2-5 anni.
Qualora l'infezione si sviluppi direttamente nell'apparato radicale l'unico sintomo visibile è il progressivo deperimento della chioma con filloptosi, senza che vi siano quindi riscoppi vegetativi o cancri sul fusto.

## Terapia e contrasto
Non è ancora stata sviluppata una terapia efficace contro il cancro colorato del platano.
Per contrastare la diffusione della malattia diversi paesi hanno adottato provvedimenti fitosanitari che prevedono soprattutto il monitoraggio del territorio, oltre che l'eventuale successiva delimitazione dell'area di diffusione della malattia, e l'abbattimento celere delle piante infette e adiacenti, con conseguente smaltimento degli scarti; poiché il patogeno può persistere per anni sulle superfici l'unico modo per contrastarlo efficacemente è bruciare tutto il materiale infetto.
Per prevenire la diffusione della malattia sono presenti numerose raccomandazioni tra cui: evitare di effettuare potature nelle aree infette e di mantenere in generale la massima attenzione in occasione di scavi o potature, effettuare un'attenta disinfezione degli strumenti utilizzati per la potatura e di eseguire le potature nel periodo più freddo e asciutto dell'anno, riducendo al minimo il diametro dei tagli.